# Czarny Wygon
Czarny Wygon – wieś w Polsce położona w województwie lubelskim, w powiecie zamojskim, w gminie Szczebrzeszyn.
W latach 1975–1998 miejscowość administracyjnie należała do województwa zamojskiego.